# 初見弘
初見 弘（はつみ ひろし、1927年 - 2012年4月3日）は、元NHKアナウンサー。

## 人物
1950年入局。芸能番組のアナウンサーとして「それは私です」、「スタジオ102」の司会等を担当。他にも報道特別番組の司会を多数務めた。その後アナウンス室チーフアナウンサー、放送総局アナウンス室次長、長野放送局長を経て1982年、放送総局アナウンス室長を務めた。

## 主な担当番組
- 職業展望（1959年～1960年）
- 特別番組「故浅沼稲次郎氏の日本社会党葬」（1960年10月20日。大塚利兵衛アナとともに務める。）
- 土曜談話室
- 特別番組「日米宇宙中継」（1963年11月23日）国際電電宇宙通信実験所、日本側実況
- それは私です（1965年）
- スタジオ102
- 特別番組「東大入試中止へ」
- 特別番組「横井庄一さん帰国」（1972年2月2日）
- 特別番組「沖縄復帰」（1972年5月15日）
- 日中国交回復成る～スタジオと街の声～（1972年9月20日）